# Christian Binet
Christian Binet (Tulle, 20 maart 1947) is een Frans stripauteur. Hij combineert een bijtende humor met een snelle maar precieze tekening.

## Vroege carrière
Al op twaalfjarige leeftijd werd het eerst een tekening van hem gepubliceerd in Humour Magazine, en tijdens zijn militaire dienstplicht tekende hij de strip Schwartz voor het tijdschrift Tam. In 1968 werd hij professioneel tekenaar met opdrachten voor bladen als Jours de France, France-Dimanche en Plexus. In 1969 creëerde hij de strip Graffiti voor het blad Formule 1 en in 1971 Callagher voor Record. Hij werkte ook voor de bladen Mormoil (1974-1975) en Djin (met de strip Poupon la peste). 

## Fluide Glacial
In 1977 begon hij te werken voor het satirische stripblad Fluide Glacial. Hij creëerde er de striphond Kador en zijn baasjes, Les Bidochon. Kador werd een strip die hij tekende voor Le Matin de Paris, terwijl Les Bidochon als aparte strip werd verdergezet in Fluide Glacial. Dit werd zijn bekendste strip die gedurende decennia werd verdergezet. Hierin tekent Binet het archetypisch Frans koppel Robert en Raymonde Bidochon in allerlei komische situaties en zo worden ze een als een monument voor de menselijke domheid. Van deze strip verschenen al meer dan 20 albums bij uitgeverij Fluide Glacial. Enkele delen werden ook naar het Nederlands vertaald als Familie Suikerbuik. Daarnaast maakte hij ook losstaande stripverhalen, zoals L'institution, M. le ministre en Forum.